# Masters from the Vault
Masters from the Vault è un dvd filmato della band di rock progressivo Emerson, Lake & Palmer, agli inizi della loro carriera in Belgio precisamente a Bruxelles sul finire del 1970 e trasmesso dalla televisione di stato belga agli inizi del 1971.

## Lista tracce
1. Intro
2. Barbarian (Emerson, Lake, Palmer, Bartok)
3. Rondo / Bach Improvisations
4. Drum Solo (Palmer)
5. Nut Rocker (Kim Fowley)
6. Take A Pebble (Lake)
7. Knife Edge (Emerson, Lake, Frasier, Janacek)

### Formazione
- Keith Emerson - tastiere
- Greg Lake - basso, chitarra, voce
- Carl Palmer - batteria